# Два веселих гуся
Два веселих гуся (рос. Два весёлых гуся) — радянський короткометражний мальований мультфільм, знятий у 1970 році на студії «Союзмультфільм» режисером Леонідом Носиревим.
Третій з трьох сюжетів мультиплікаційного альманаху «Весела карусель» N°2.
Мультфільм був знятий за жартівливою піснею «Веселі гуси». Слова написані поетесою Марією Клоковою близько 1927 року за мотивами української народної пісні. Після арешту чоловіка Марія Петрівна стала «дружиною ворога народу», вірш критикували на сторінках журналу «Дитяча література». А проте на музику вірш поклав Михайло Красєв, 1939 року пісенька була записана на платівку із зазначенням М. Клокової як перекладачки української народної пісні. Надалі – невідомо, коли саме – авторство поетеси було забуте, і твір характеризувався лише як українська пісня.

## Знімальна група
- Режисер і художник: Леонід Носирєв
- Оператор: Михайло Друян
- Музична обробка, композитор: Віктор Купревич
- Пісні співають: Юрій Філлімонов, Юлія Юльська, Клара Рум'янова

## Антошка
- Антошка є візитною карткою режисера Леоніда Носирєва. Також він з'являється у мультфільмах Антошка, Рудий, рудий, веснянкуватий, Фантазери з села Угори.